# Liste de ponts de la Guadeloupe
 (octobre 2020).
Si vous disposez d'ouvrages ou d'articles de référence ou si vous connaissez des sites web de qualité traitant du thème abordé ici, merci de compléter l'article en donnant les références utiles à sa vérifiabilité et en les liant à la section « Notes et références ».

## Ponts de longueur supérieure à 100 m
Les ouvrages de longueur totale supérieure à 100 m du département de Guadeloupe sont classés ci-après par gestionnaires de voies.

### Routes nationales
- Pont de la Gabarre sur la Rivière Salée
- Pont mobile de l'Alliance sur la Rivière Salée
- Pont Blanchard
- Viaduc des Ravines
- Viaduc de Basse-Terre sur le port de Basse-Terre

### Routes départementales
- Pont entre Le Gosier et Pointe-à-Pitre
- Pont au Gosier

## Ponts de longueur comprise entre 50 m et 100 m
Les ouvrages de longueur totale comprise entre 50 et 100 m du département de Guadeloupe sont classés ci-après par gestionnaires de voies.

### Routes nationales
- Viaduc du Grand Carbet sur la rivière du Grand Carbet
- Viaduc du Pérou sur la rivière du Pérou
- Pont de la Boucan sur la Grande Rivière à Goyaves
- Pont de la Lézarde sur la Lézarde

### Routes départementales
- Pont des Marsouins sur le Galion
- Pont de la Jaille sur la route nationale 1

### Passerelles piétonnes
- Passerelle des Deux Rives

## Ponts présentant un intérêt architectural ou historique
Les ponts de Guadeloupe inscrits à l’inventaire national des monuments historiques sont recensés ci-après.
- Pont sur le Galion à Basse-Terre (XVIIIe siècle)

- Pont Moko

- Ancien Pont du Pérou

## Sources
- Base de données Mérimée du Ministère de la Culture et de la Communication.